# مظفر اوبا
مظفر اوبا (به لاتین: Müzəffəroba) یک منطقه مسکونی در جمهوری آذربایجان است که در شهرستان خاچماز واقع شده است.